# Onthophagus ramosicornis
Onthophagus ramosicornis là một loài bọ cánh cứng trong họ Bọ hung (Scarabaeidae).